# Mia Hundvin
Mia Terese Hundvin (* 7. März 1977 in Bergen, Norwegen) ist eine ehemalige norwegische Handballspielerin.

## Karriere
Hundvin begann 1986 mit dem Handballspielen bei Løv-Ham. Drei Jahre später wechselte sie zu Tertnes IL. In der Saison 1996/97 spielte die Außenspielerin für Gjerpen IF, kehrte jedoch am Saisonende wieder zu Tertnes IL zurück. Im Jahr 2000 wechselte Hundvin zum dänischen Verein FIF, für den sie ein Jahr auf Torejagd ging. Anschließend war die Rechtshänderin für Slagelse DT aktiv. 2003 wechselte Hundvin zu Aalborg DH, bei dem sie schwangerschaftsbedingt nur wenige Spiele bestritt. Am Saisonende kehrte Hundvin nach Norwegen zu Nordstrand IF zurück, wo sie nach einem Jahr ihre Karriere beendete. Nachdem Hundvin mehrere Jahre nicht mehr aktiv war, streifte sie nochmals in der Saison 2007/08 das Trikot von Nordstrand über.
Hundvin absolvierte 72 Partien für die norwegische Handballnationalmannschaft, in denen sie 174 Treffer erzielte. Mit der norwegischen Auswahl triumphierte sie bei der Weltmeisterschaft 1999 und der  Europameisterschaft 1998. 2000 gewann die Norwegerin die Bronzemedaille bei den Olympischen Spielen.
Nach ihrer Zeit als aktive Spielerin begann sie als Fernsehproduzentin für TVNorge zu arbeiten. Des Weiteren nahm Hundvin an verschiedenen TV-Produktionen teil. So war sie unter anderem 2010 Teilnehmerin an 4-Stjerners Reise und 2020 am Reality-Format 71° Nord. Im Herbst 2020 stieg sie in der zweiten Staffel der Unterhaltungssendung Kongen befaler als feste Teilnehmerin ein.

## Privat
Mia Hundvin führte drei Jahre eine eingetragene Partnerschaft mit der Handballspielerin Camilla Andersen. Anschließend lernte sie den Snowboarder Terje Håkonsen kennen, mit dem sie zwei gemeinsame Kinder hat und sich später wieder trennte.